# Andrea Rost
Andrea Rost (ungerska: Rost Andrea [roʃt 'andrea]), född 15 juni 1962 i Budapest, är en ungersk operasångerska (sopran).

## Karriär
Andrea Rost fick sitt genombrott redan som student, då hon sjöng rollen som Julia i Gounods Romeo och Julia på Budapestoperan 1989.

## Roller (i urval)
- Gilda i Giuseppe Verdis Rigoletto
- Violetta i Verdis La Traviata
- Desdemona i Verdis Otello
- Pamina i Mozarts Trollflöjten
- Zerlina i Mozarts Don Giovanni
- Rosina i Gioacchino Rossinis Barberaren i Sevilla
- Norina i Gaetano Donizettis Don Pasquale
- Melinda i Ferenc Erkels Bánk bán
- Michaela i Georges Bizets Carmen